# Lamium maculatum
La falsa ortica macchiata (nome scientifico Lamium maculatum (L.) L., 1763) è una piccola pianta erbacea perenne dai fiori labiati appartenente alla famiglia delle Lamiaceae.

## Etimologia
Uno dei primi studiosi dell'antichità ad usare il nome generico di questo fiore (Lamium) è stato Gaio Plinio Secondo (Como, 23 – Stabia, dopo l'8 settembre 79), scrittore e naturalista latino, il quale ci indica anche una possibile etimologia: questo termine discenderebbe da un vocabolo greco ”laimos” il cui significato è “fauci – gola”. Ma potrebbe discendere anche da altre parole greche: ”lamos” (= larga cavità), oppure dal nome di una regina libica ”Làmia”. In quest'ultimo caso il collegamento esiste in quanto le mamme greche, per far star buoni i loro bambini, descrivevano questa regina come un mostro capace di ingoiarli (come del resto fa il fiore di questa pianta quando un bombo entra nel tubo corollino in cerca del nettare). L'epiteto specifico (maculatum) deriva dal latino e significa "macchiato" e fa riferimento alle macchie colorate dell'infiorescenza.
Il binomio scientifico attualmente accettato (Lamium maculatum) è stato proposto da Linneo (Rashult, 23 maggio 1707 –Uppsala, 10 gennaio 1778), biologo e scrittore svedese, considerato il padre della moderna classificazione scientifica degli organismi viventi, nella pubblicazione "Species Plantarum, Edition 2 - 2: 809." del 1763.

## Descrizione

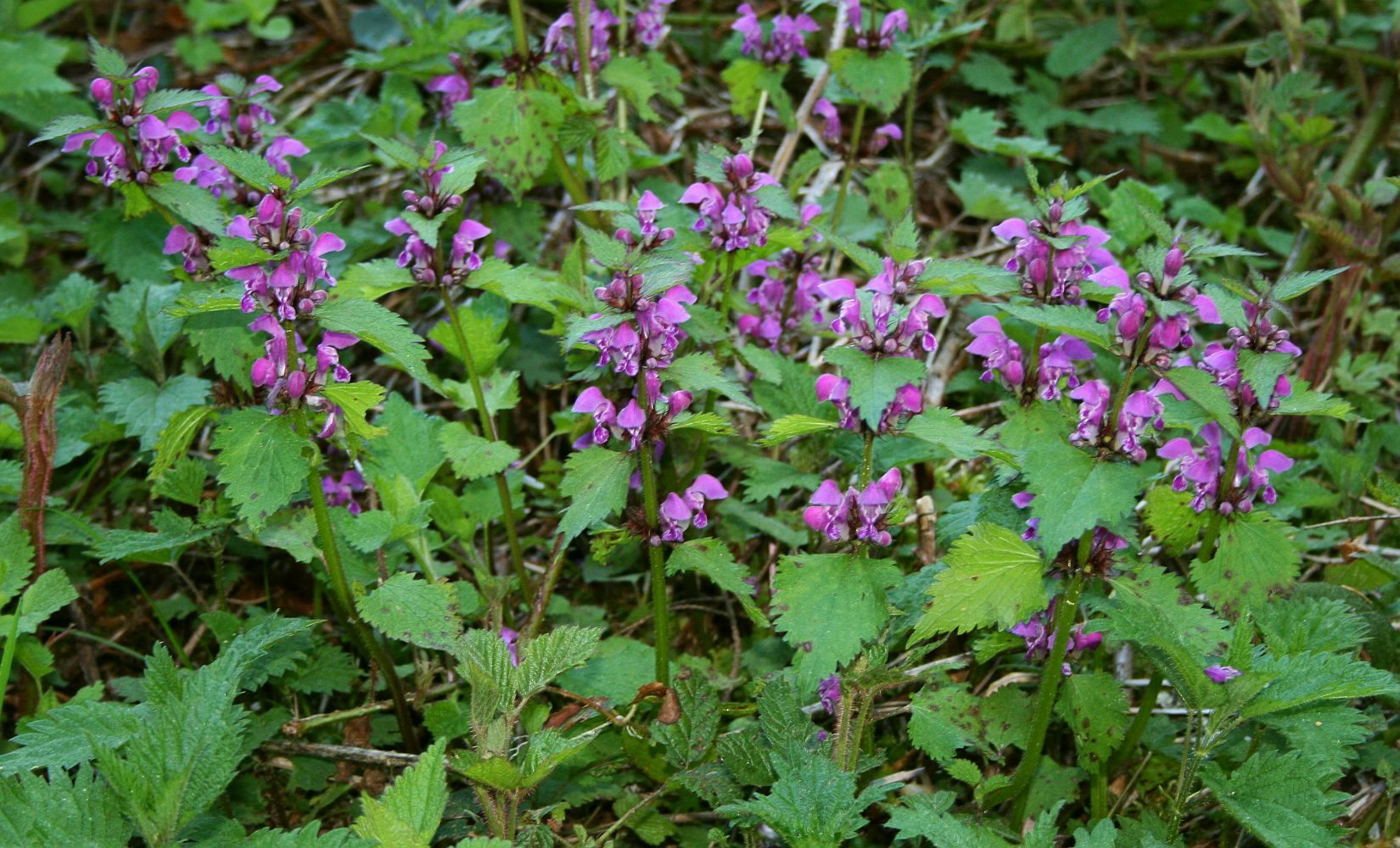
Il portamento

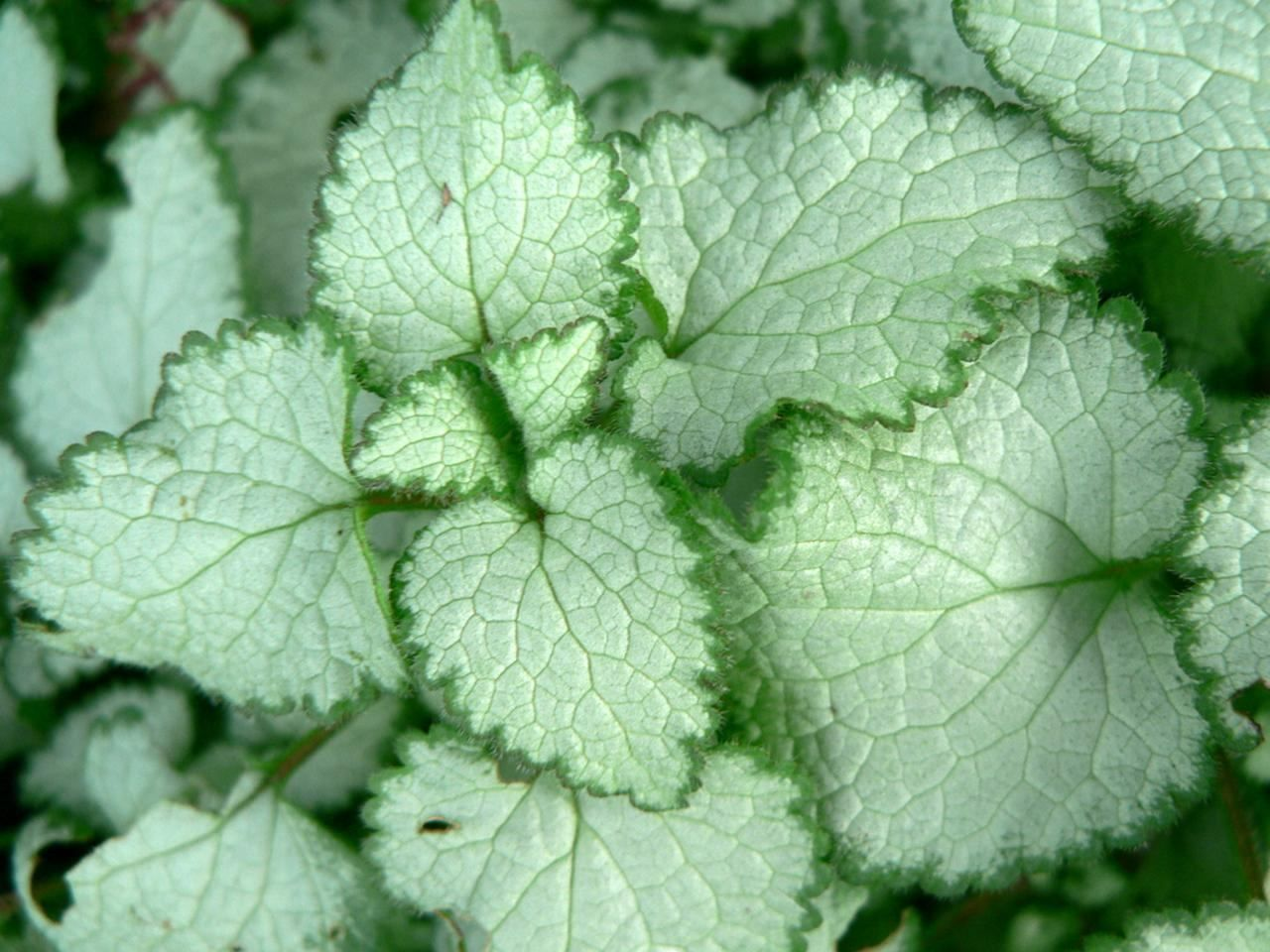
Le foglie

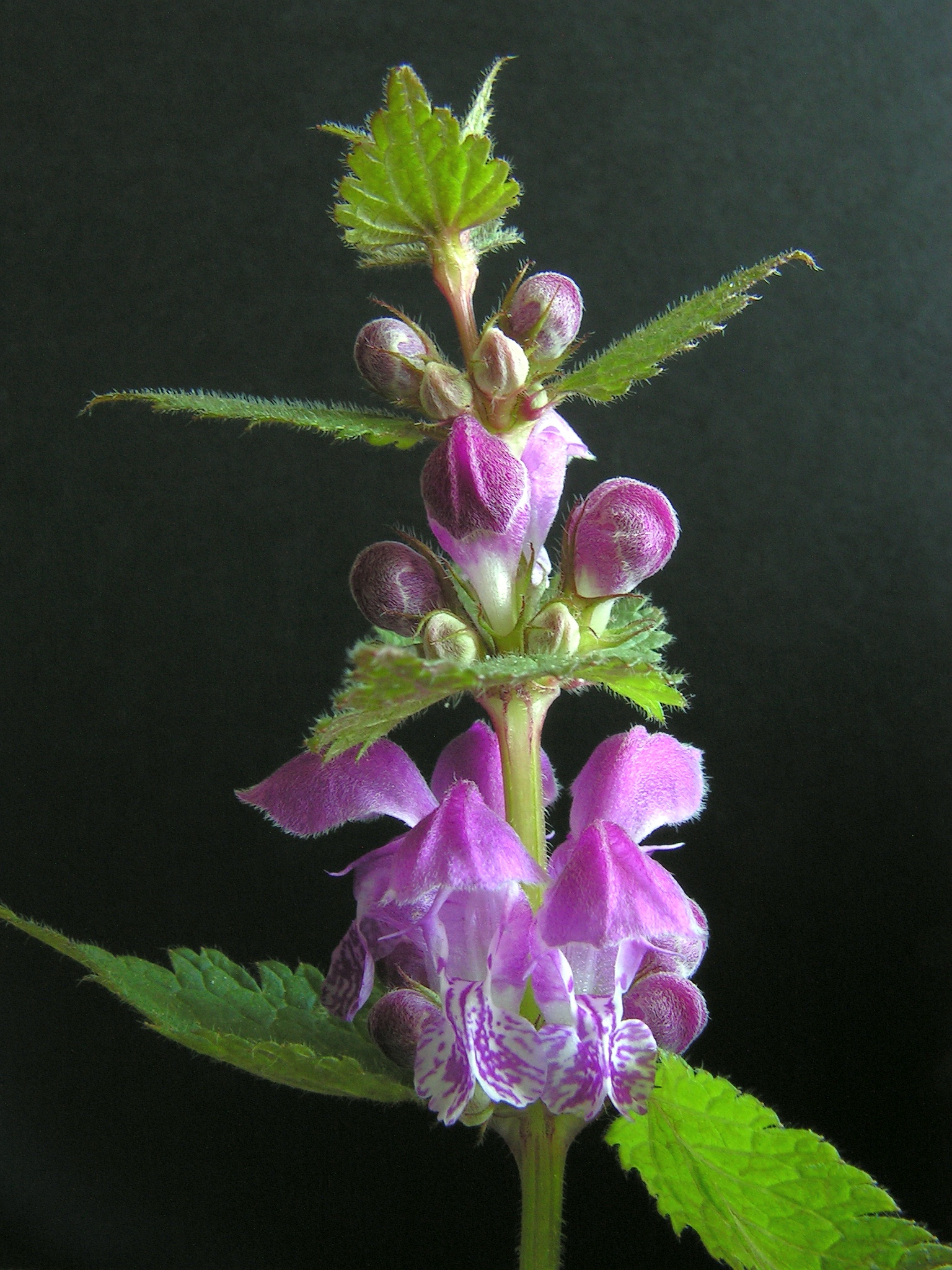
Infiorescenza

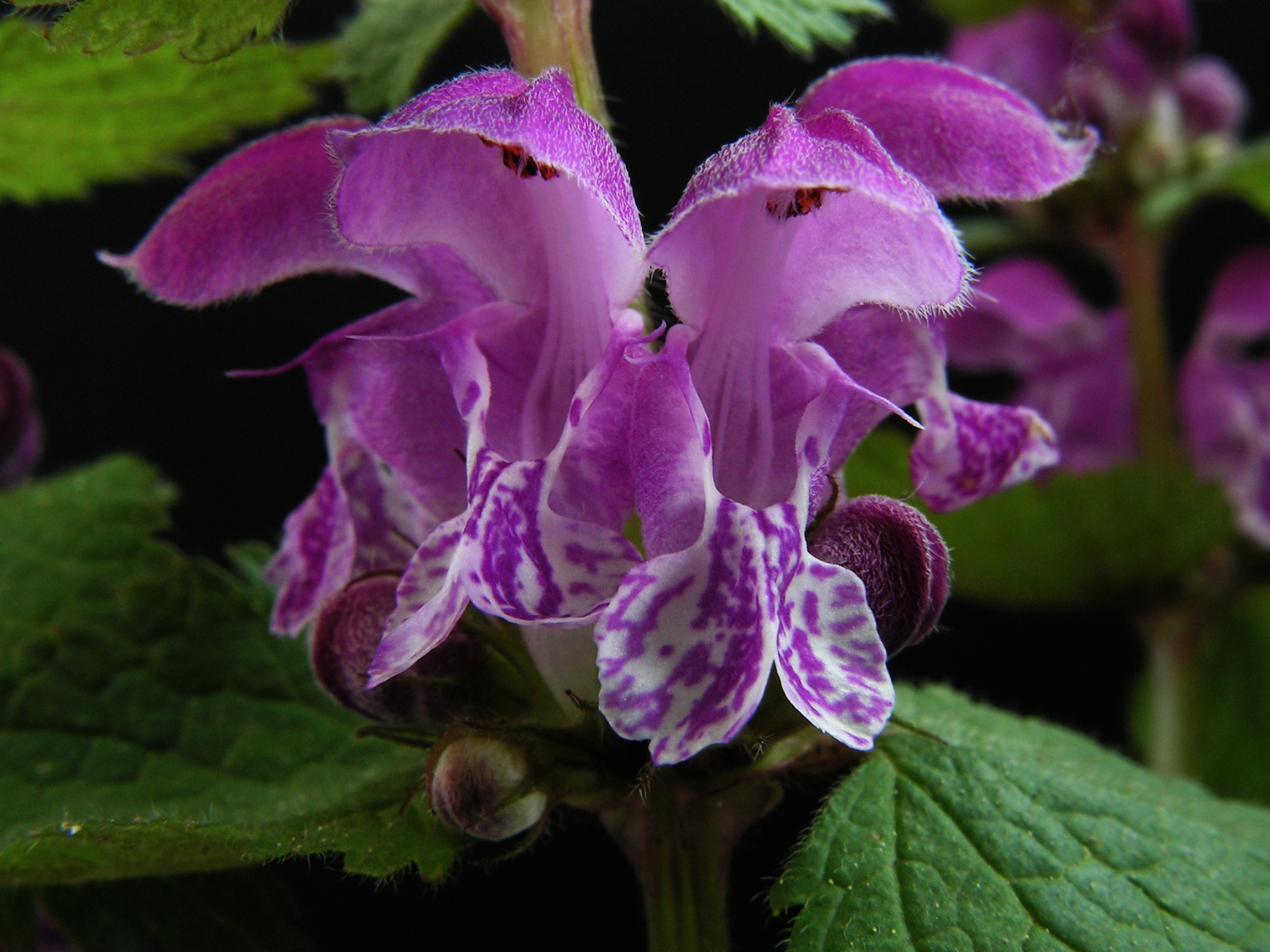
I fiori

L'altezza della pianta oscilla fra i due e i 5 dm. La forma biologica è emicriptofita scaposa (H scap), ossia è una pianta erbacea, perenne con gemme svernanti al livello del suolo e protette dalla lettiera o dalla neve, dotata di un asse fiorale più o meno eretto e con poche foglie.

### Radici
Le radici sono secondarie da rizoma.

### Fusto
La parte aerea del fusto è ascendente o eretta; la sezione è tubulosa, vuota e quadrangolare a causa della presenza di fasci di collenchima posti nei quattro vertici, mentre le quattro facce sono concave. La superficie è lucida e glabra oppure è più o meno pubescente. La parte ipogea del fusto è un rizoma strisciante.

### Foglie
Le foglie sono picciolate e snelle, lungo il fusto sono disposte in modo opposto. La lamina ha delle forme da triangolari-ovate a cuoriforme. I bordi sono doppiamente dentati. Lunghezza del picciolo: 2 – 4 cm. Dimensione della lamina: larghezza 3 – 4 cm; lunghezza 3,5 – 5 cm.

### Infiorescenza
L'infiorescenza è portata in vari verticilli ascellari sovrapposti lungo il fusto (infiorescenza a spicastro). Ogni verticillo è composto da più fiori (da 8 a 12) disposti circolarmente a corona poggianti su due brattee lineari e fogliose (o semplicemente foglie più piccole rispetto a quelle lungo il fusto); queste sono sub-sessili e ciliate. Le brattee del verticillo seguente sono disposte in modo alternato. Lunghezza delle brattee: 2 – 3 mm.

### Fiore
I fiori sono ermafroditi, zigomorfi (il calice è più o meno attinomorfo), tetraciclici (con i quattro verticilli fondamentali delle Angiosperme: calice– corolla – androceo – gineceo) e pentameri (calice e corolla formati da cinque elementi). Sono inoltre omogami (autofecondanti) e ricchi di nettare.
- Formula fiorale. Per questa specie la formula fiorale della famiglia è la seguente:

X, K (5), [C (2+3), A 2+2], G (2), supero, drupa, 4 nucole
- Calice: i cinque sepali del calice sono concrescenti (calice gamosepalo) in una forma tubulare-campanulata. Il calice è rigido e persistente; termina con cinque lunghi denti lineari-lanceolati e simili a setole. I denti sono lievemente divergenti e più o meno uguali (simmetria di tipo attinomorfa). La superficie del calice è pelosa ed è inoltre percorsa da 5 – 10 nervature longitudinali irsute. Dimensione del tubo del calice: larghezza 1 cm; lunghezza 3 – 4 mm. Lunghezza dei denti: 3 – 5 mm.
- Corolla: i cinque petali sono quasi completamente fusi (gamopetalo) in un'unica corolla pubescente formata da due labbra molto sviluppate. Il tubo della corolla è incurvato alla base (a forma di S) ed è più lungo del calice. Il labbro superiore (composta da due dei cinque petali concrescenti) è a forma di cappuccio ben sviluppato; in questo modo protegge gli organi di riproduzione dalle intemperie e dal sole. Il labello (labbro inferiore composta dai tre petali rimanenti) è a forma di bilobo anch'esso ben sviluppato e piegato verso il basso per fare da base di “atterraggio” agli insetti pronubi e da due lobi laterali più piccoli. Le fauci sono circondate da un anello di peli obliqui per impedire l'accesso ad insetti più piccoli e non adatti all'impollinazione. I bordi della corolla sono smarginati e pelosi. I due labbri divergono di circa novanta gradi. Il colore della corolla è biancastro nella parte tubulosa, è da roseo a purpureo nel labbro superiore, mentre quello inferiore è più chiaro con macchie purpuree che servono da guida agli insetti pronubi. Lunghezza della corolla: 20 – 30 mm. Dimensioni del tubo: larghezza alla base 2 mm; lunghezza 10 – 15 mm. Lunghezza del labbro superiore: 7 mm.
- Androceo: gli stami dell'Androceo sono quattro (didinami - due corti e due lunghi – quello mediano posteriore, il quinto stame, manca per aborto) e tutti fertili. Il paio posteriore è più breve, mentre l'altra copia è aderente al labbro superiore della corolla e sporge lievemente; tutti i filamenti sono paralleli tra di loro e sono adnati alla corolla. Le antere hanno i lobi arrotondati e sono a deiscenza longitudinale; sono inoltre conniventi e colorate di viola scuro. Le antere inoltre hanno un ciuffo di peli lanosi biancastri e i lobi sono staccati. I granuli pollinici sono del tipo tricolpato o esacolpato.
- Gineceo: l'ovario è semi-infero (quasi supero) formato da due carpelli saldati (ovario bicarpellare) ed è 4-loculare per la presenza di falsi setti. La forma è globosa con lobi glabri. La placentazione è assile. Gli ovuli sono 4 (uno per ogni presunto loculo), hanno un tegumento e sono tenuinucellati (con la nocella, stadio primordiale dell'ovulo, ridotta a poche cellule).[13] Lo stilo inserito alla base dell'ovario (stilo ginobasico) è del tipo filiforme. Lo stigma è bifido. Il nettare è nascosto sotto l'ovario.
- Fioritura: da marzo a dicembre.

### Frutti
Il frutto è una nucula acheniforme (schizocarpo) troncato all'apice; più precisamente è una drupa (ossia una noce) con quattro semi (uno per ovulo derivato dai due carpelli divisi a metà). Questo frutto nel caso delle Lamiaceae viene chiamato “clausa”. Le quattro parti in cui si divide il frutto principale, sono ancora dei frutti (parziali) ma monospermici (un solo seme) e privi di endosperma. I frutti si trovano all'interno del calice persistente.

## Riproduzione
- Impollinazione: l'Impollinazione è entomofila ossia tramite insetti e in particolare tramite il Bombo, ma anche api. In effetti la corolla di queste piante è sorprendentemente conformata alle dimensioni e struttura dei Bombi. Quando questi insetti cercano di entrare nel tubo corollino per raggiungere i nettari (posti alla base dell'androceo) con le loro vibrazioni scuotono le antere poste all'interno del labbro superiore. In questo modo fanno scendere e quindi aderire al loro dorso peloso il polline della pianta. Visitando poi un altro fiore, parte di questo polline andrà a cadere sullo stimma provocando così l'impollinazione e la successiva fecondazione. Questo senz'altro è uno dei più interessanti mutui rapporti tra mondo animale e mondo vegetale per il raggiungimento di reciproci interessi. È da aggiungere comunque che qualora il tubo corollino si presentasse troppo stretto per prelevare il nettare, il Bombo allora si porta all'esterno del fiore e incomincia a rosicchiare la base della corolla raggiungendo così alla fine, per una via non naturale, il suo obiettivo: il nettare. In questo modo però si “rompe” il mutuo rapporto a favore solamente dell'insetto; il fiore non verrà impollinato e rimarrà sterile.[2]
- Riproduzione: la fecondazione avviene fondamentalmente tramite l'impollinazione dei fiori (vedi sopra).
- Dispersione: i semi cadendo a terra (dopo essere stati trasportati per alcuni metri dal vento – disseminazione anemocora) sono successivamente dispersi soprattutto da insetti tipo formiche (disseminazione mirmecoria). I semi hanno una appendice oleosa (elaisomi, sostanze ricche di grassi, proteine e zuccheri) che attrae le formiche durante i loro spostamenti alla ricerca di cibo.[14]

## Distribuzione e habitat

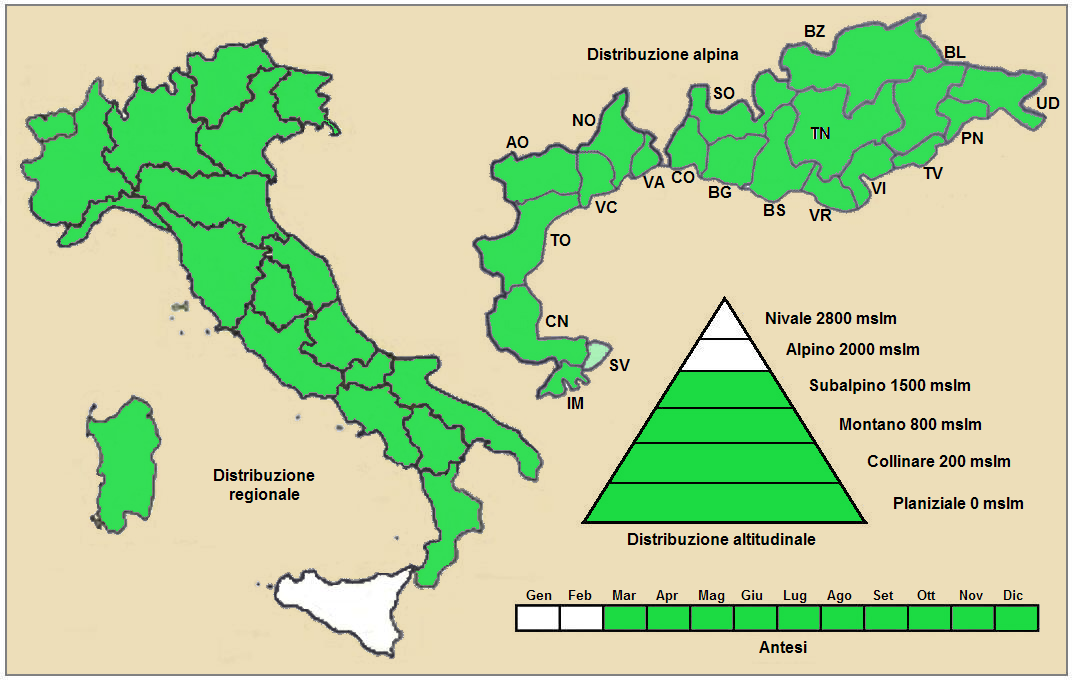
Distribuzione della pianta
(Distribuzione regionale – Distribuzione alpina)

- Geoelemento: il tipo corologico (area di origine) è Eurasiatico - Temperato.
- Distribuzione: in Italia è una pianta comunissima e si trova ovunque (esclusa la Sicilia). È comune sia sulle Alpi che sugli altri rilievi europei collegati alle Alpi. In Europa si trova ovunque ad esclusione delle isole a nord (Isole Britanniche e Islanda) e della Scandinavia. Nell'areale del Mediterraneo si trova nella Transcaucasia, Anatolia e Asia mediterranea. Fuori dall'Europa si trova in Asia (sud-occidentale) e in America del Nord.[11]
- Habitat: l'habitat tipico per questa specie sono i cedui, le siepi, gli incolti; ma anche i margini dei boschi, gli arbusteti meso-termofili. Il substrato preferito è calcareo ma anche siliceo con pH neutro, alti valori nutrizionali del terreno che deve essere mediamente umido.[16]
- Distribuzione altitudinale: sui rilievi queste piante si possono trovare fino a 1200 m s.l.m. (al Sud anche fino a 2000 m s.l.m.; in Asia fino a 2400 - 2700 m s.l.m.[11]); frequentano quindi i seguenti piani vegetazionali: collinare, montano e subalpino (oltre a quello planiziale – a livello del mare).

### Fitosociologia
Dal punto di vista fitosociologico Lamium maculatum appartiene alla seguente comunità vegetale:
Formazione : delle comunità perenni nitrofile
Classe : Artemisietea vulgaris
Ordine : Galio-Alliarietalia
Alleanza : Aegopodion podagrariae

## Tassonomia
La famiglia di appartenenza della specie (Lamiaceae), molto numerosa con circa 250 generi e quasi 7000 specie, ha il principale centro di differenziazione nel bacino del Mediterraneo e sono piante per lo più xerofile (in Brasile sono presenti anche specie arboree). Per la presenza di sostanze aromatiche, molte specie di questa famiglia sono usate in cucina come condimento, in profumeria, liquoreria e farmacia. Il genere Lamium si compone di circa 20 - 30 specie gravitanti nella maggioranza dei casi attorno al bacino del Mediterraneo, una decina delle quali vivono spontaneamente in Italia. Nelle classificazioni meno recenti la famiglia Lamiaceae viene chiamata Labiatae.
Il numero cromosomico di L. maculatum è: 2n = 18.
Il basionimo per questa specie è: Lamium album var. maculatum L., 1753

### Variabilità
In questa specie i caratteri che facilmente possono variare sono la forma della lamina delle foglie e la dentatura dei margini. Nell'areale italiano sono state descritte alcune specie (L. columnae Ten. e L. rugosum Aiton) e varietà (var. rubrum (Jenk.) Briq. e var. nemorale Rchb.) che attualmente sono considerate sinonimi della specie principale.

### Sinonimi
Lamium maculatum ha avuto nel tempo diverse nomenclature. L'elenco seguente indica alcuni tra i sinonimi più frequenti:
- Lamium affine Guss. & Ten.
- Lamium album var. maculatum  L.
- Lamium cardiaca  Cogn.
- Lamium columnae  Ten.
- Lamium cupreum  Schott
- Lamium cupreum subsp. dilatatum  (Schur) Nyman
- Lamium dilatatum  Schur
- Lamium elegantissimum  Schur
- Lamium foliosum  Crantz
- Lamium grandiflorum  Willd. ex Benth. [Invalid]
- Lamium grenieri  Mutel
- Lamium gundelsheimeri  K.Koch
- Lamium hirsutum  Lam.
- Lamium laevigatum  L.
- Lamium maculatum var. bourgaei  Briq.
- Lamium maculatum var. cupreum  (Schott) Briq.
- Lamium maculatum var. glabratum  Hoffmanns. & Link
- Lamium maculatum f. glabratum  (Hoffmanns. & Link) Cout.
- Lamium maculatum var. grenieri  (Mutel) Nyman
- Lamium maculatum var. hirsutum  (Lam.) Nyman
- Lamium maculatum var. kansuense  C.Y.Wu & S.J.Hsuan
- Lamium maculatum var. laevigatum  (L.) Mutel
- Lamium maculatum var. longifolium  Rouy
- Lamium maculatum f. maculatum
- Lamium maculatum var. maculatum
- Lamium maculatum var. nemorale  Rchb.
- Lamium maculatum var. niveum  (Schrad.) Nyman
- Lamium maculatum var. rubrum  (Jenk.) Briq.
- Lamium maculatum var. rugosum  (Aiton) Briq.
- Lamium maculatum subsp. strictopurpureum  A.P.Khokhr.
- Lamium maculatum var. villosifolium  R.R.Mill
- Lamium melissifolium  Mill.
- Lamium mutabile  Dumort.
- Lamium niveum  Schrad.
- Lamium pallidiflorum  Beck
- Lamium rubrum  Jenk.
- Lamium rugosum  Aiton
- Lamium stoloniferum  Lapeyr.
- Lamium tillii  Ten.
- Lamium truncatum  Boiss.
- Lamium villosifolium  (R.R.Mill) A.P.Khokhr.
- Lamium vulgatum var. rubrum  (Jenk.) Benth.

### Specie simili
Questa pianta può facilmente essere scambiata per un'ortica (anche se le due specie appartengono a famiglie diverse: Urticaceae è la famiglia per le “ortiche” vere). Lamium maculatum si distingue soprattutto per la sezione del fusto: quadrata nelle piante del genere Lamium, circolare nelle “ortiche” vere e proprie. Mentre le foglie sono molto simili: da qui il nome comune (“Falsa ortica”) derivato da credenze antiche anche se naturalmente queste piante sono totalmente prive di peli urticanti e quindi non pungono. Molto simili tra di loro sono invece alcune specie dello stesso genere che vivono nella fascia alpina. L'elenco seguente mette in risalto le differenze morfologiche di queste specie:
- Lamium album L. - Falsa ortica bianca: si distingue subito per il colore bianco dell'infiorescenza.
- Lamium amplexicaule L. - Lamio a foglie abbraccianti: l'infiorescenza è purpurea; le foglie hanno degli apici arrotondati e sono abbraccianti; la pianta è annua ed è alta 8–30 cm con fiori grandi 13–18 mm.
- Lamium galeobdolon L. - Falsa ortica gialla: si distingue subito per il colore giallo dell'infiorescenza.
- Lamium maculatum L. - Falsa ortica macchiata: l'infiorescenza è purpurea; le foglie hanno un apice acuto; la pianta è perenne ed è alta 15–30 cm con fiori grandi 20–30 mm.
- Lamium orvala L. - Falsa ortica maggiore: l'infiorescenza è purpurea; la pianta è grande (massimo 100 cm) e i fiori sono i più grandi (25 – 40 mm).
- Lamium purpureum L. - Lamio purpureo: l'infiorescenza è purpurea; la pianta è piccola (massimo 20 cm) e i fiori sono piccoli (7 – 12 mm).

## Altre notizie
Il lamio macchiato in altre lingue è chiamato nei seguenti modi:
- (DE)  Gefleckte Taubnessel
- (FR)  Lamier tacheté oppure Ortie morte
- (EN)  Spotted Dead-nettle